# Triumph TR

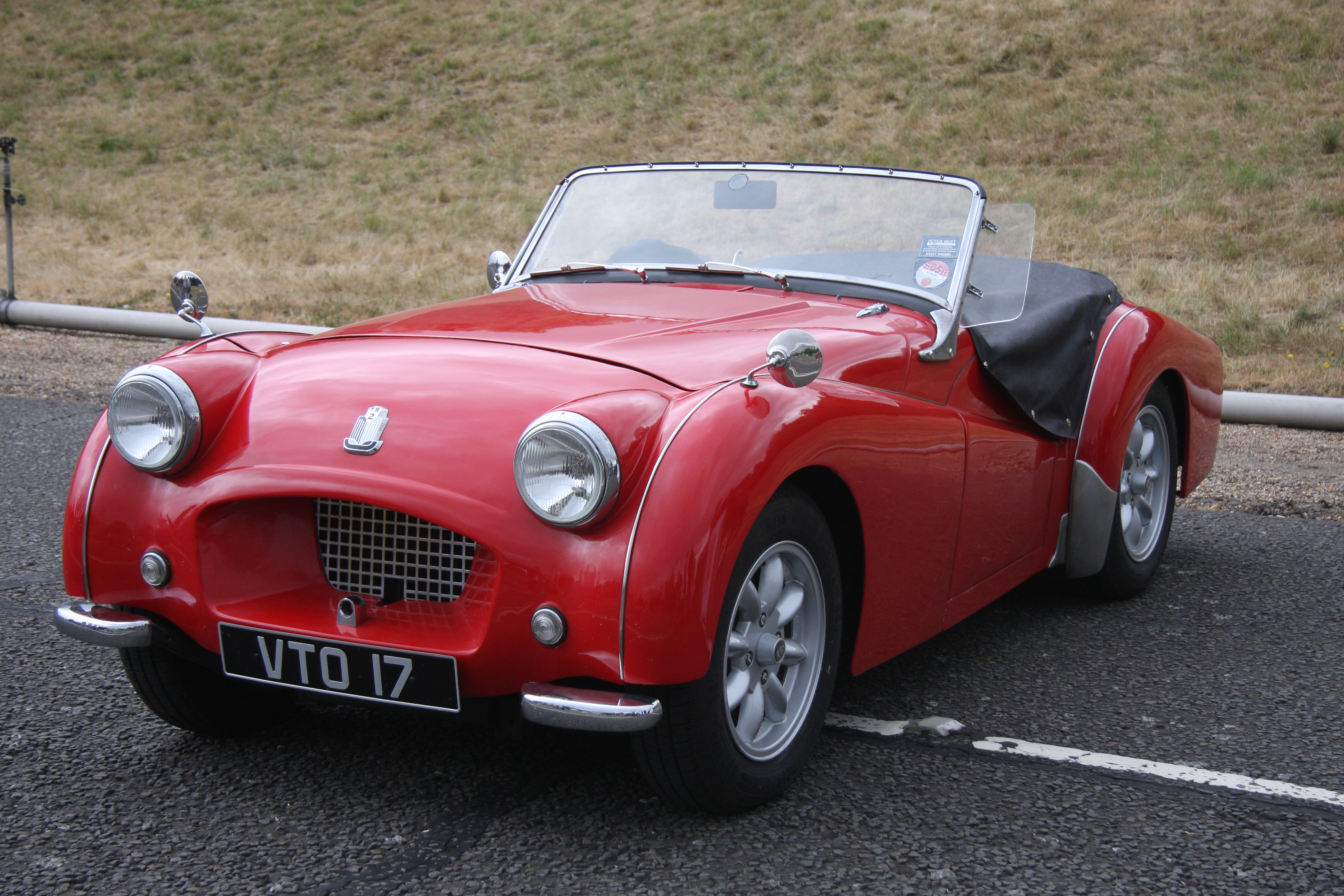
Triumph TR2, el primer coche de la gama producido en serie

Triumph TR fue una gama de coches deportivos británicos construidos por la Triumph Motor Company, y sus sucesores, en el Reino Unido entre 1953 y 1981.
La producción en serie de la gama comenzó en 1953 con el TR2, y terminó con el TR8, un desarrollo del TR7 con un motor V8, en 1981.
Tras el éxito del TR2 (el primer modelo de la gama fabricado en serie), para el TR4 Triumph contó con la colaboración de Giovanni Michelotti, conocido diseñador de coches deportivos para BMW, Ferrari, Lancia, Maserati y Alfa Romeo, y cuya asociación con la Standard Motor Company y Triumph comenzó con el diseño del Standard Vanguard, y continuó después con el Herald, el Spitfire, el GT6 (basado en el Spitfire), el TR4, el 2000, el 1300, el Stag y el Dolomite.

## Triumph Italia

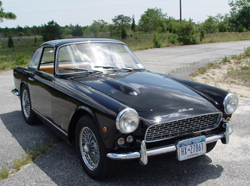
Triumph Italia

Aunque la gama es conocida por sus modelos descapotables de dos plazas, entre 1959 y 1962, Triumph también fabricó un modelo cupé, el Triumph Italia, basado en el TR3 y también diseñado por Michelotti. El modelo fue construido en Turín, Italia, por Alfredo Vignale, con chasis, motor y otros componentes enviados desde el Reino Unido.